# Ramon Barbat i Miracle
Ramon Barbat i Miracle (Valls, 19 de setembre de 1900 – Barcelona, 15 de gener de 1982) fou un enginyer, empresari i polític català. Fill d'un carnisser i d'una mestra. Estudià peritatge mercantil i elèctric a Vilanova i la Geltrú i el 1927 obtingué per oposició la plaça al Cos d'Enginyers Industrials del Ministeri d'Hisenda d'Espanya. Destinat a Tarragona, el 1929 va contactar amb les Escoles del Treball Tarragonines. El 1934 fou nomenat president de l'Associació d'Enginyers de Catalunya. Malgrat la seva renuència a actuar en política, el 1935 fou nomenat conseller de Sanitat i Assistència Social en el govern de la Generalitat de Catalunya format després dels fets del sis d'octubre de 1934 i presidit per Ignasi Villalonga i Villalba. Dimití quan fou nomenat cap de govern Manuel Portela Valladares. A les eleccions generals espanyoles de 1936 fou candidat per la província de Tarragona a les llistes del Front Català d'Ordre com a representant del Partit Republicà Radical.
En acabar la guerra civil espanyola va tornar a Barcelona i va saber vorejar les depuracions que passaren els enginyers industrials i el 1941 es casà amb Montserrat Gili, filla de l'editor Gustau Gili, amb la que va tenir tres fills. El 1942 fou nomenat director de Ràdio Barcelona. Durant el seu mandat va impulsar els Premis Ondas i va haver de dimitir el 1962 després de fer referència a una homilia del bisbe de Bilbao que va molestar a les autoritats franquistes.
També treballà a Publicidad Gil i el 1951 fundà l'empresa Mecanismos Auxiliares SA a Valls. El 1960 va fundar a Barcelona l'Institut d'Estudis Vallencs, que el 1964 traslladà la seu a Valls.